# Mohamed Alami Berrada
Cet article possède un paronyme, voir Mohamed Berrada (homonymie).
 (juillet 2020).
Mohamed Alami Berrada, né le 30 mai 1979 à Casablanca, est un dirigeant, administrateur dans un groupe industriel marocain.

## Biographie
Mohamed Alami Berrada est né en 1979 à Casablanca.
Il a occupé plusieurs postes de direction générale au sein d'un groupe marocain (en tant que directeur général adjoint à la CIB[Quoi ?] (2002-2007), directeur général adjoint au sein de Yasmine Immobilier (2007 à 2012)[réf. nécessaire], puis directeur général de Yasmine Immobilier (2012-2017)).
Diplômé de l'ESSEC Paris, il a également suivi des formations exécutives en leadership, gouvernance publique et en communication politique à la John F. Kennedy School of Government et à la Hertie School Berlin.[réf. nécessaire]
Cofondateur du réseau Tariq Ibnou Ziyad Initiative (Tizi) en 2011 et du mouvement Les Citoyens en 2016, il a également enseigné à l'EHTP de 2007 à 2015[réf. nécessaire].
De 2017 à 2020, il est conseiller / chargé de mission auprès du Chef du gouvernement du Maroc, chargé du dossier de l'emploi des jeunes et initie de nouveaux dispositifs d'insertion, notamment par le mentoring,,.
Il intègre, en 2017, le réseau des Young Global Leaders du World Economic Forum, et le réseau des 100 leaders africains de l'Institut de Choiseul, en 2019.
Depuis juin 2020, Mohamed Alami Berrada est administrateur de plusieurs entreprises de Yasmine Group, et est nommé Vice-Président de Yasmine Immobilier, en janvier 2024[réf. nécessaire].
Il est également Leadership Associate du Moroccan Leadership Institute (M.L.I) co-fondé en Juin 2021 avec Asmae El Hajji, et membre du Moroccan Leadership Network (M.L.N), depuis décembre 2021[réf. nécessaire].

## Publications
- 2006 : Be miZen, grande fugue et petites réflexions (Carnets de voyage d'un marocain en Inde), Senso Unico
- 2014 : La Posture d’Abraham, Auteurs du Monde, carnet de voyage d’un Marocain en Israël et en Palestine en quête de réconciliation. Cet ouvrage a été publié sous le pseudonyme d’Ismaël Ibn El Khalil.
- 2017 : Lettre à mon fils. Être Marocain au XXIe siècle[8],[9], Senso Unico
- 2020 : Le Maroc à venir, Libertés, Gouvernance, Rôle des femmes, Senso Unico[10],[11]
- 2022 : ,مغرب ورهانات الاصلاح " مرتكزات عملية لتحقيق التغيير المنشود, , الحكامة, الحقوق والحريات,مساهمة النساء. Traduction arabe du livre Le Maroc à Venir, Senso Unico, 2020
- 2023 : Fleurs de sagesses, Senso Unico Éditions, publication co-signée avec Ileana Marchesani.
- Textes Collectifs : Le Manifeste de la Jeunesse Marocaine (20 août 2011), De nos mains, un Maroc Juste nous construirons (2012), Découvrons la politique marocaine avec Tizi (2015)